# Гъбавци
Гъбавци (изписване до 1945 година: Гѫбавци; на македонска литературна норма: Габавци) е бивше село в община Охрид на Северна Македония.

## География
Гъбавци е било разположено северозападно от Охрид, в Гъбавския рид на пътя към Струга, в землището на село Долно Лакочерей. Местността продължава да се нарича Гъбавци.

## История
В 1974 – 1975 година при постройката на новия път Скопие – Кичево – Охрид край Гъбавци са открити късноантични и средновековни находки.
В XIX век селото е чисто българско. В „Етнография на вилаетите Адрианопол, Монастир и Салоника“, издадена в Константинопол в 1878 година и отразяваща статистиката на населението от 1873 година Гъбавци (Gabavtzi) е посочено като село с 6 домакинства и 23 жители българи, а Долно Гъбавци (Dolno gabavtzi) – с 5 домакинства и 21 жители българи.
Според статистиката на Васил Кънчов („Македония. Етнография и статистика“) от 1900 година Гѫбавци е населявано от 30 жители, всички българи.
На Етнографската карта на Битолския вилает на Картографския институт в София от 1901 година Горно Гъбавци е чисто българско село в Охридската каза на Битолския санджак с 4 къщи.
В началото на XX век цялото население на Гъбавци (Gabavtzi) е под върховенството на Българската екзархия. По данни на секретаря на екзархията Димитър Мишев („La Macédoine et sa Population Chrétienne“) в 1905 година в селото има 32 българи екзархисти.
Селото запустява след Илинденско-Преображенското въстание.
При избухването на Балканската война в 1912 година един човек от Гъбавци е доброволец в Македоно-одринското опълчение.

## Личности
Родени в Гъбавци
- Александър Камчев (1888 – ?), македоно-одрински опълченец, 3 рота на 6 охридска дружина, носител на бронзов медал[8]